# ديانا لي
ديانا لي (بالإنجليزية: Diana Lee)‏ هي عارضة وممثلة أمريكية، ولدت في 11 مايو 1961 في سياتل في الولايات المتحدة.

## وصلات خارجية
- ديانا لي على موقع IMDb (الإنجليزية)
- ديانا لي على موقع قاعدة بيانات الفيلم (الإنجليزية)